# West Quoddy Head

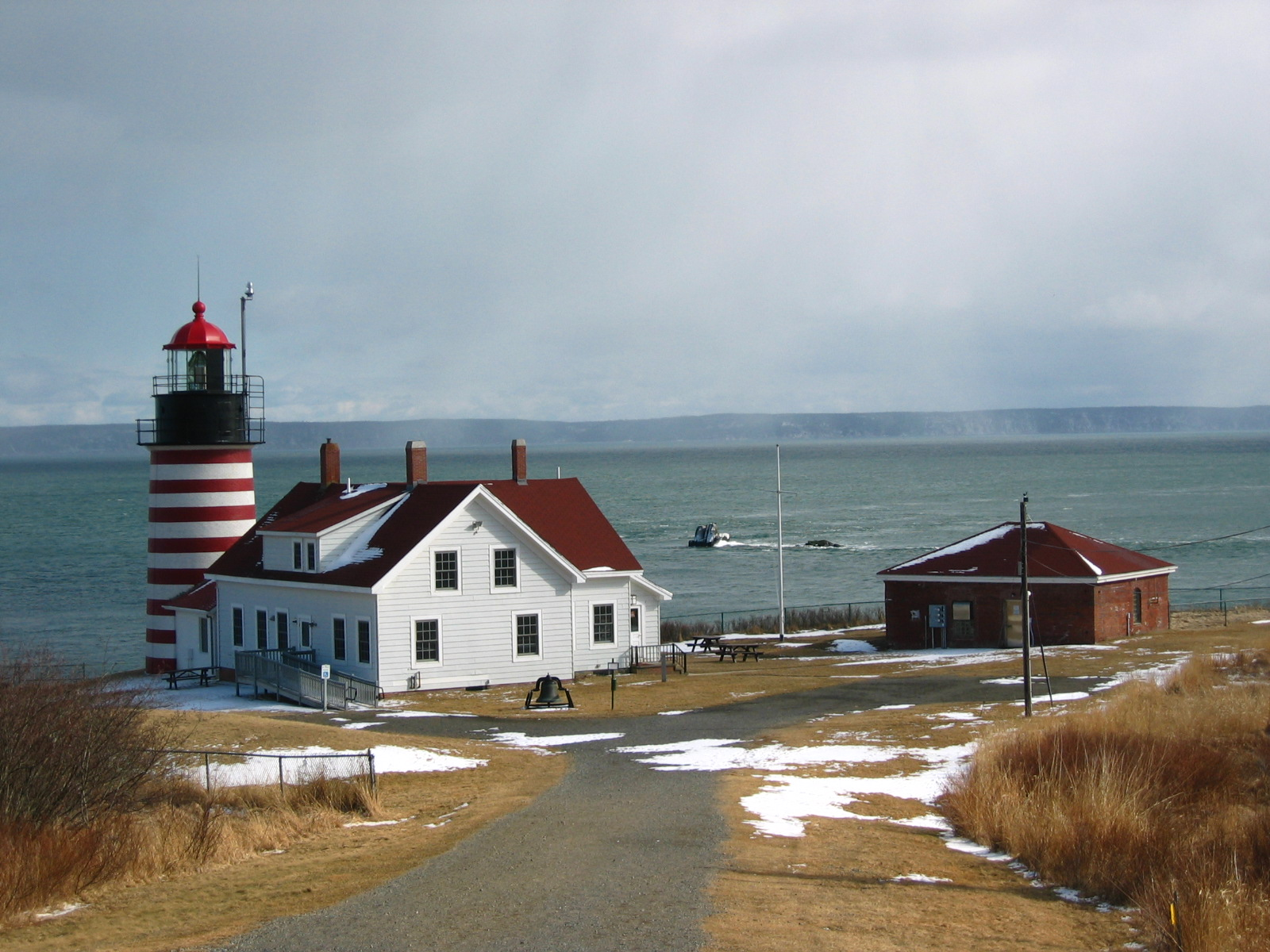
Vuurtoren van West Quoddy Head, met het bij Canada behorende eiland Grand Mannan Island op de achtergrond

West Quoddy Head (44°49' NB, 66°57' OL) is het meest oostelijke punt van het vasteland van de Verenigde Staten. Het is een klein schiereilandje dat behoort tot de plaats Lubec in de staat Maine. Het ligt aan de Quoddy Narrows, een smalle zeearm tussen Canada en de Verenigde Staten. 
Sinds 1808 staat er een vuurtoren die schepen door de waterweg leidt. De vuurtoren ligt in het West Quoddy State Park.